# Cercanías Kantabrien

Liniennetzplan der Cercanías Santander

In der nordspanischen Stadt Santander gibt es drei S-Bahn-Linien (in Spanien Cercanías genannt), von denen eine Linie von der staatlichen Bahngesellschaft RENFE betrieben wird und zwei Linien von der Bahngesellschaft FEVE, die ein Schmalspur-Netz in Nordspanien betreibt.
Im Stadtzentrum von Santander befinden sich Sackbahnhöfe der beiden Gesellschaften nebeneinander, die Ausgangspunkt für die Cercanías-Linien sind. Die Linie 1 wird auf der einzigen Fernverkehrsstrecke betrieben, die vom Inland nach Kantabrien führt. Da diese Strecke nur eingleisig ausgebaut ist und dort auch Fern- und Güterzüge verkehren, ist nur eine sehr dünne Taktung möglich, sodass man eigentlich nicht von S-Bahn-Betrieb sprechen kann. Aufgrund massiver Proteste gegen die schlechte Schienenanbindung der Region wird diskutiert, diese Strecke zweigleisig auszubauen und die Fahrtzeiten durch neue Tunnelbauten im Gebirge zu verkürzen. Des Weiteren befindet sich eine Hochgeschwindigkeits-Strecke mit dem Namen corredor cantábrico in Planung, die alle Städte an der spanischen Atlantikküste miteinander verbinden soll. Die FEVE-Strecken hingegen sind im S-Bahn-Bereich zweigleisig ausgebaut, sodass zeitweise eine viertelstündliche Taktung angeboten werden kann.
Es existieren folgende Linien:
| Betreiber | Linie | Ziel              |
| --------- | ----- | ----------------- |
| RENFE     | C-1   | Reinosa           |
| FEVE      | C-2   | Liergánes         |
| FEVE      | C-3   | Cabezón de la Sal |

## Projekte
Im September 2008 wurde beschlossen, die ehemalige Strecke Santander-Mediterraneo bis Sarón bis zum Jahre 2012 zu reaktivieren. Das Vorhaben, bei dem ca. zehn Kilometer Breitspur-Strecke reaktiviert und sieben Bahnhöfe gebaut werden müssen, soll knapp 32 Millionen Euro kosten. Der Naturpark Cabárceno wird einen eigenen Haltepunkt erhalten. Die Stadt Torrelavega hat den Bau von zwei Straßenbahnlinien beschlossen, wobei eine Linie die Bahnhöfe der beiden Eisenbahngesellschaften miteinander verbinden soll, die einige Kilometer weit auseinander liegen.
In Santander ist es vorgesehen, den Schienenverkehr bis in den nördlichen Stadtteil El Sardinero durchzubinden, wofür unterschiedliche Lösungen in Betracht kommen. Neben einer unterirdischen Verlängerung der S-Bahn jenseits des Sackbahnhofes wird über die Einführung einer unabhängigen U-Bahn oder einer Regionalstadtbahn nach dem Karlsruher Modell nachgedacht.